# 馬姆勒鎮區 (明尼蘇達州坎迪約希縣)
馬姆勒鎮區（英語：Mamre Township）是位於美國明尼蘇達州坎迪約希縣的一個行政鎮區。

## 地方資料
馬姆勒鎮區的面積為92.03平方千米，當中陸地面積為88.00平方千米，而水域面積為4.03平方千米。根據2020年美國人口普查的數據，當地共有人口399人，而人口密度為每平方千米4.34人。